# Aleurothrixus floccosus
La mosca blanca algodonosa (Aleurothrixus floccosus) es una especie de insecto hemíptero de la familia Aleyrodidae (nombre común: moscas blancas). Se alimenta de la savia de las hojas siendo la especie más frecuente y dañina de mosca blanca en cítricos. Es considerada una plaga ocasional en cultivos de cítricos en la mayoría de países de la cuenca mediterránea.

## Generalidades
Es nativa de la parte tropical y subtropical de América y fue descrita científicamente por primera vez por Sampson & Drews en 1941.

## Descripción

### Morfología
Las ninfas se caracterizan por poseer filamentos céreos de aspecto y color algodonosos. Estos filamentos son curvados a diferencia de los producidos por Paraleyrodes minei que son rectos. Los adultos son muy similares a otras especies de moscas blancas.

### Desarrollo
Las ninfas recién nacidas son móviles hasta que encuentran un lugar para fijarse. A partir de ese momento los sucesivos estadios larvarios no son móviles, van aumentando de tamaño y segregando crecientes cantidades de secreciones céreas protectoras y de ligamaza. Antes de pasar al estadio adulto pasa por una etapa de pupa en la que deja de alimentarse. La dispersión suele ocurrir a través de los adultos por vuelo o al ser arrastrados por el viento. En las condiciones mediterráneas producen entre 5 y 8 generaciones al año observándose altas poblaciones desde finales del verano hasta principios de invierno

### Localización en la planta
Todos los estadios de desarrollo se localizan en el envés de las hojas. Muestra preferencia por hojas tiernas pero con cierto desarrollo.

## Daños en los cultivos
Por un lado, las ninfas producen un debilitamiento general de la planta al extraer nutrientes del floema de la planta. Por otro lado, la abundante melaza que producen al alimentarse mancha frutos y otras partes de la planta promoviendo el desarrollo de hongos conocidos como "negrilla". Todo esto, unido a las abundantes secreciones céreas que producen hacen que la hoja se cubra dificultando la fotosíntesis y reduciendo la eficiencia foliar. Además toda esta suciedad deprecia la producción por el deterioro del aspecto externo que presentan los frutos.

## Control

### Control biológico
A pesar de la gran cantidad de parasitoides y depredadores que son enemigos naturales de esta especie, éstos no suelen ser capaces de controlar esta plaga por sí solos. 
Entre los parasitoides hay miembros de los géneros Encarsia, Eretmocerus, Amitus, Signiphora y Cales noacki.
Entre los depredadores se encuentran Clitostetus arcuatus, Chilocorus bipustulatus, Chrysoperla y arañas saltícidas (familia Salticidae)

### Control químico
Algunos de los productos más utilizados son aceite de parafina, acetamiprid, clorpirifos y azadiractina.
Para saber que productos químicos se pueden utilizar para combatir esta plaga es recomendable acudir al registro de productos fitosanitarios permitidos del país donde se encuentra el cultivo. En el caso de España es el Registro de productos fitosanitarios permitidos (España) Archivado el 17 de agosto de 2015 en Wayback Machine..
En todo caso, es muy recomendable contar con los servicios de un asesor técnico de cultivos antes de tomar ninguna medida de control químico.